# Nikołaj Sołowjow (wojskowy)
Nikołaj Konstantinowicz Sołowjow, ros. Николай Константинович Соловьёв (ur. 13 kwietnia?/26 kwietnia 1901, zm. 1966) – generał major Armii Czerwonej służący w LWP.
Brał udział w wojnie niemiecko-sowieckiej 1941–1945. 7 VI 1943 mianowany generałem majorem przez Radę Komisarzy Ludowych ZSRR. 5 IX 1944 został skierowany do służby w WP na szefa Departamentu Uzbrojenia MON, w 1945 został szefem Departamentu Zaopatrywania Artylerii. W 1945 odznaczony Orderem Krzyża Grunwaldu III klasy. W WP służył do 12 II 1946, potem powrócił do ZSRR. Dalsze jego losy są nieznane. Zmarł w 1966 i został pochowany na Cmentarzu Daniłowskim w Moskwie.